# ساندرا تيكسيرا
ساندرا تيكسيرا (بالبرتغالية: Sandra Teixeira‏) هي منافسة ألعاب القوى برتغالية، ولدت في 13 مارس 1978.

## وصلات خارجية
- ساندرا تيكسيرا على موقع الاتحاد الدولي لألعاب القوى (الإنجليزية)
- ساندرا تيكسيرا على موقع الاتحاد الأوروبي لألعاب القوى (الإنجليزية)